# National-Panasonic RQ–444 S
National-Panasonic RQ–444 S típusjelű rádió-magnó. Gyártó: Matsushita Electric Trading Co., Japán.
A készülék mono rádiórészt tartalmaz, amellyel CCIR URH vétele lehetséges, valamint Compact Cassette rendszerű mono kazettás magnóval és mono végerősítővel van felszerelve. Ugyancsak található benne elektretmikrofon, teleszkópantenna, hangszínszabályozó. A magnóhoz csak vasoxidos szalagok használhatók. A készülék telepről és hálózatról is működik. Automata áramkör állítja be a felvételi kivezérlést a megfelelő szintre. Felvétel és lejátszás üzemmódban önműködöen kapcsol ki.

## Műszaki adatok és minőségi jellemzők

### Mechanikai adatok
- Üzemeltetési helyzet: vízszintes és függőleges
- Szalagtárolási rendszer: Compact Cassette
- Rögzíthető sávrendszer: félsáv, monó
- Lejátszható sávrendszerek: 
  - félsáv, mono
  - 2 x negyedsáv, sztereó (monósítva)
- Felvételi és lejátszási szalagsebesség: 4,76 cm/s ± 2%
- Szalagsebesség-ingadozás: ± 0,3%
- Gyorstekercselési idő C 60 kazettánál: 80 s
- Beépített motor: 1 db, egyenáramú
- Szalaghosszmérés: háromjegyű számlálóval
- Külső méretek: 82 x 173 x 300 mm
- Tömege: 2,6 kg (telepek nélkül)

### Hangfrekvenciás átviteli jellemzők
- Használható szalagfajta: csak vasoxidos
- Frekvenciaátvitel szalagról mérve: 50...10 000 Hz ± 3 dB
- Jel-zaj viszony szalagról mérve, 1 kHz/0 dB jelnél: >= 42 dB
- Törlési csillapítás 1 kHz/0 dB jelnél: >= 55 dB
- Szalagról mért harmonikus torzítás, feszültségkimeneten, 333 Hz/0 dB jelnél: >= 5%
- A végerősítő frekvenciaátvitele: 50...12 000 Hz
- A végerősítő harmonikus torzítása: <= 10% (1 kHz-en, teljes kivezérlésnél)

### Üzemi adatok
- Felvételi és lejátszási korrekció: 3180 + 120 µs
- Törlő és előmágnesező áram frekvenciája: 35 kHz ± 5 kHz
- Tápegyenfeszültség: 6 V
- Telepkészlet: 4 db 1,5 V-os R 20 góliátelem
- Hálózati tápfeszültség: 110/220 V, 50/60 Hz
- Teljesítményfelvétel hálózatból: 6 VA
- Megengedett hálózati feszültségingadozás: ±10 V

### Általános adatok
- Hangszínszabályozás: 10 kHz-en –13 dB (vágás)
- Hangfrekvenciás bemenetek:
  - mikrofon: 0,3 mV/3,7 kOhm
  - vonal: 50 mV/140 kOhm
- Hangfrekvenciás kimenetek:
  - rádióműsorjel: min. 10 mV/22 kOhm
  - fejhallgató/hangszóró: 8...15 ohm
- Hangfrekvenciás kimeneti teljesítmény:
  - telepes üzemben: 
    - 0,8 W (szinuszos)
    - 1 W (zenei)

  - hálózati üzemben:
    - 1 W (szinuszos)
    - 1,5 W (zenei)
- Beépített hangszóró: 1 db 1,5 W/8 ohm
- Kivezérlésmérő: nincs beépítve

### Rádiófrekvenciás adatok
- Vételi sávok: 
  - középhullám, 525...1605 kHz
  - URH (CCIR norma), 87,5...108 MHz
- Vételi érzékenység:
  - AM sávon: 30 µV/m (50 mW)
  - FM sávon: 1 µV/m (50 mW)

(20 dB jel-zaj viszonyra vonatkoztatva)
- Vételi szelektivitás:
  - AM sávon: >= 30 dB
  - FM sávon: >= 28 dB
- Frekvenciaátvitel rádióműsor-vételnél:
  - AM sávon: 100...4000 Hz
  - FM sávon: 50...12 000 Hz
- Demodulációs torzítás:
  - AM sávokon: <= 4%
  - FM sávon: <= 2,2%

### Szolgáltatások
- Automata szalagvégkapcsoló
- Felvételi együtthallgatás
- Rádióműsorjel kivezetés
- Pillanat-állj távkapcsoló
- Beépített elektretmikrofon
- Automata felvételi szintszabályozó

### Beépített erősítőelemek
- Tranzisztorok:
  - 8 db 2 SA 666
  - 5 db 2 SB 175
  - 3 db 2 SB 324
  - 2 db 2 SC 1047
  - 5 db 2 SC 1359

### Mechanikus beállítási adatok
- A gumigörgő nyomóereje felvétel/lejátszás üzemmódban: 320 ± 50 cN
- A felcsévélő tengelycsonk forgatónyomatéka felvétel/lejátszás üzemmódban: 55 ± 15 cN
- A csévélő tengelycsonkok forgatónyomatéka gyorstekercselésnél: 65 cN (mindkét irányban)
- Az automata szalagvégkapcsoló mechanikus érintkezőjének nyomatéka: 25 cN
- A hajtómotor fordulatszám-szabályozása: mechanikus centrifugálregulátorral

### Áramfelvételi adatok
- Üresjáratban: 35 mA
- Gyorstekercselésnél: 175 mA
- Lejátszás üzemben: 200 mA (közepes hangerőnél)
- Felvételi üzemben: 240 mA
- Felvétel a beépített rádióból, közepes monitor hangerőnél: 280 mA
- Rádióműsor-hallgatás, legnagyobb hangerőnél: 220 mA

### Elektromos beállítások
- Előmágnesező áram: 0,45 mA ± 0,03 mA
- Előmágnesező feszültség: 45 mV ± 3 mV
- Törlés: nagyfrekvenciás
- Törlőáram: 60 mA
- Törlőfeszültség: 6 V
- Beépített fejek:
  - 1 db törlő-
  - 1 db kombináltfej

(mindkettő lágy permalloyból készült fejmaggal)

### Rádiófrekvenciás beállítások
- AM középfrekvencia: 455 kHz
- FM középfrekvencia: 10,7 MHz
- Az AM oszcillátorok hangolása: a rádiófrekvenciás adatoknál megadott vételi sávok szélső frekvenciáin
- Az AM modulátor hangolása: 550 kHz/1500 kHz
- Az FM oszcillátor hangolása: 87,5 MHz/108 MHz
- Az FM modulátor hangolása: 90 MHz/106 MHz